# Bridge Studios
Bridge Studios är en studioanläggning för film och TV-produktion som är belägen i Burnaby, en förort utanför Vancouver i British Columbia, Kanada.

## Bakgrund
Anläggningen upptar en yta på 6 hektar och var ursprungligen en fabriksanläggning för Dominion Bridge Company som tillverkade stålbroar från 1930-talet och fram till mitten av 1970-talet. Efter att Dominion lämnat platsen användes anläggningen delvis som bussgarage och för filminspelningar. Efter påtryckningar investerade ägaren, provinsstyret i British Columbia, 1987 i anläggningen som då på allvar omvandlades till provinsens första permanenta filmstudio. Den amerikanska TV-serien MacGyver kom därefter att nyttja den som sin produktionsbas, liksom en rad andra USA-finansierade tv-filmer, miniserier och långfilmer.
Anläggningen expanderade på 1990-talet, först med Stage 4 under 1995 och ytterligare när MGM beslutade att där spela in den uppföljande TV-serien till långfilmen Stargate från 1994. En ny byggnad med två studios (Stage 5 & Stage 6) med sammanlagd studioyta på 2 300 kvadratmeter byggdes genom offentlig-privat samverkan där MGM stod för 3,5 miljoner kanadensiska dollar och provinsstyret för 1,5 miljoner kanadensiska dollar. Utbyggnaden invigdes i maj 1997. MGM fick ett flerårigt hyreskontrakt för sina produktioner och British Columbias premiärminister Glen Clark motiverade engångsinvesteringen med det skulle leda till 400 fasta arbetstillfällen och årliga skatteintäkter på 4 miljoner dollar. Stargate SG-1 blev en långvarig hyresgäst och under 2006 när även dess spinoff, Stargate Atlantis, spelades in där utnyttjade de båda produktionerna tillsammans 75% av hela Bridge Studios.
Under 2007 sålde provinsstyret Bridge Studios, genom ägarbolaget B.C. Pavilion Corp., till det privatägda Larco Investments från West Vancouver.

## Produktioner som filmats på platsen (urval)

### Långfilmer
- Alive (1993)
- Blade: Trinity (2004)
- Carpool (1996)
- Drakarnas rike (2002)
- Elysium (2013)[7]
- Experterna (1989)
- Fantastic Four (2005)[6]
- Farligt möte (1990)
- Fifty Shades of Grey (2015)[8]
- Final Destination 5 (2011)[9]
- First Blood (1982)
- Flugan II (1989)
- Grottbjörnens folk (1986)
- Horns (2013)[10]
- Höstlegender (1994)
- Jumanji (1995)
- Lovligt byte (1990)
- Löftet (2001)
- Martian Child (2007)
- Miracle (2004)
- Mission to Mars (2000)
- Robocop (2014)[11]
- Roxanne (1986)
- Scary Movie 3 (2003)
- Skjut för att döda (1988)
- Snow Dogs (2002)
- Snö faller på cederträden (1999)
- Spanarna (1987)
- Spanarna 2 (1993)
- Sphere – farkosten (1998)
- Star Trek Beyond (2016)[12]
- The Grey (2011)[7]
- The Imaginarium of Doctor Parnassus (2009)
- This Means War (2012)[9]
- Timecop (2004)
- Titta vem som snackar nu! (1993)
- Tomorrowland: A World Beyond (2015)[8]
- Trapped (2002)
- Tron: Legacy (2010)[9]
- Two for the Money (2005)
- Underworld: Awakening (2012)[7]
- Valentine (2001)
- Varghunden (1991)
- Warcraft: The Beginning (2016)[12]
- Wrong Turn 2: Dead End (2007)

### TV-filmer, miniserier och direkt till video
- Carrie (2002)
- Det (1990)
- Devour (2005)
- Stargate: Continuum (2008)
- Stargate: The Ark of Truth (2008)

### TV-serier
- Continuum (2012-2015)[10]
- Endgame (2011)
- MacGyver (1987-1991)[6]
- Mitt liv som död (2003-2004)
- Once Upon a Time (2010-2018)[12]
- Poltergeist (1996-1999)
- Stargate Atlantis (2004-2009)[6]
- Stargate SG-1 (1997-2007)[6]
- Stargate Universe (2009-2011)[7]
- The Killing (2011-2014)[9]
- The Outer Limits (1995-2002)